# Марьют
Марью́т (Мариут; араб. مريوط‎, в древности Марея, Марейское озеро или Мареотида, др.-греч. Μαρεῶτις) — солёное озеро лагунного типа на севере Египта, отделено от Средиземного моря узким песчаным перешейком, на котором построена западная часть города Александрии. Озеро имеет вытянутую с севера-востока на юго-запад форму.

## Описание
Озеро Марьют было образовано Канопским устьем Нила и другими каналами. В античные времена озеро имело 300 стадий в длину и 150 в ширину (51,75 × 25,87 км) и служило гаванью для Александрии. Своё название оно получило от расположенного на его южном берегу древнего города Марея, который был главным городом прилегающей области, называвшейся Мареотийским номом. Область была богата пальмами, египетскими бобами, папирусом и славилась особым мареотийским вином.
Озеро располагается на 31° 7′ северной широты и вдоль 29° 52′ восточной долготы побережья Египта. Крайняя северная точка — 31° 10′, на востоке — 29° 56′, на юге — 31° 4′, на западе — 29° 51′. Оно формирует средиземноморскую границу на юге. Зеркало озера составляет 63,47 квадратных километров и находится рядом с городом Александрия, глубины озера достигают 1—3 м.
На берегу озера действуют рыболовные артели и соледобывающие предприятия. Некоторые заболоченные участки по берегам озера будут рекультивированы для строительства новых районов Александрии. Каналом озеро соединено с Нилом. Самые высокие уровни воды на озере совпадают с паводками на Ниле.
Вдоль береговой линии много камышовых зарослей, по которым рыбаки, как и в древние времена, двигаются в плоскодонных лодках с помощью длинных жердей. В озере обитает нильский окунь, несмотря на то, что это пресноводная рыба, а вода озера солоноватая.